# Carina Bär
Carina Bär (Heilbronn, 23 januari 1990) is een voormalig Duits roeister. Bär won in 2012 in Londen olympisch zilver in de dubbel-vier achter de Oekraïense ploeg. Bär werd met de Duits dubbel-vier in 2013 en 2014 wereldkampioen in 2015 tijdens de wereldkampioenschappen moest Bär de Amerikaanse dubbel-vier voor zich dulden. Tijdens de Olympische Zomerspelen van 2016 in Rio de Janeiro won Bär de gouden medaille in de dubbel-vier. Na afloop van de spelen maakte Bär bekend te stoppen met roeien.

## Resultaten
- Wereldkampioenschappen roeien 2010 in Cambridge  in de dubbel-vier
- Wereldkampioenschappen roeien 2011 in Bled 7e in de dubbel-twee
- Olympische Zomerspelen 2012 in Londen  in de dubbel-vier
- Wereldkampioenschappen roeien 2013 in Chungju  in de dubbel-vier
- Wereldkampioenschappen roeien 2014 in Amsterdam  in de dubbel-vier
- Wereldkampioenschappen roeien 2015 in Aiguebelette-le-Lac  in de dubbel-vier
- Olympische Zomerspelen 2016 in Rio de Janeiro  in de dubbel-vier

1988: Kerstin Förster & Kristina Mundt & Beate Schramm & Jana Sorgers ·
1992: Sybille Schmidt  &  Birgit Peter  & Kerstin Müller & Kristina Mundt·
1996: Katrin Rutschow & Jana Sorgers & Kerstin Köppen & Kathrin Boron·
2000: Manja Kowalski & Meike Evers & Manuela Lutze  & Kerstin Kowalski ·
2004: Kathrin Boron & Meike Evers & Manuela Lutze & Kerstin Kowalski ·
2008: Tang Bin & Xi Aihua & Jin Ziwei & Zhang Yangyang ·
2012: Kateryna Tarasenko & Natalija Dovhodko & Anastasija Kozjenkova & Jana Dementjeva·
2016: Annekatrin Thiele, Carina Bär, Julia Lier, Lisa Schmidla ·
2020: Chen Yunxia & Zhang Ling & Lü Yang & Cui Xiaotong ·
2024: Lauren Henry & Hannah Scott & Lola Anderson & Georgina Brayshaw